# 王占元旧居
王占元旧居是原直系军阀，曾任湖北督军兼省长、两湖巡阅使王占元家族的住宅。建于1940年，位于当时的天津英租界的新加坡道（Singapore Road）（今和平区大理道60号），该建筑现为重点保护等级历史风貌建筑和天津市文物保护单位。该建筑现为天津市职工医院和天津市工伤康复中心。

## 建筑风格
王占元旧居分为三幢西式楼房，其中，每幢楼的平面布局都为非对称式；每幢楼房的布局和格局也都一致，都为砖木结构二层楼房，局部为三层，顶部为红瓦坡顶，外立面为硫缸砖墙面。建筑首层前方突出部位作为半圆形玻璃花厅，上前部设有阳台；建筑二层屋顶上设有混凝土制大凉棚；二层阳台的后半部设有居室，作为第三层。

## 图片

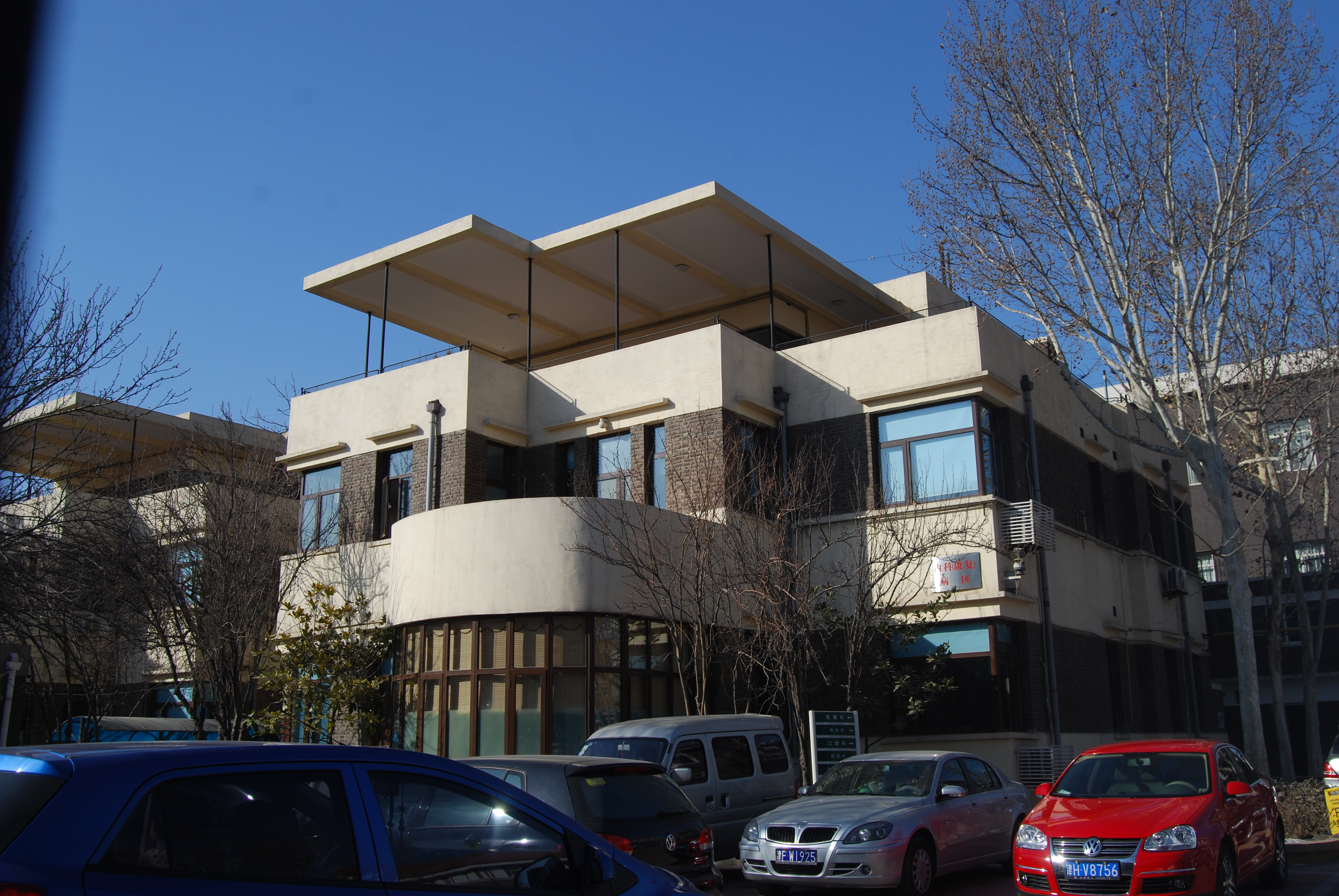
王占元旧居乙楼
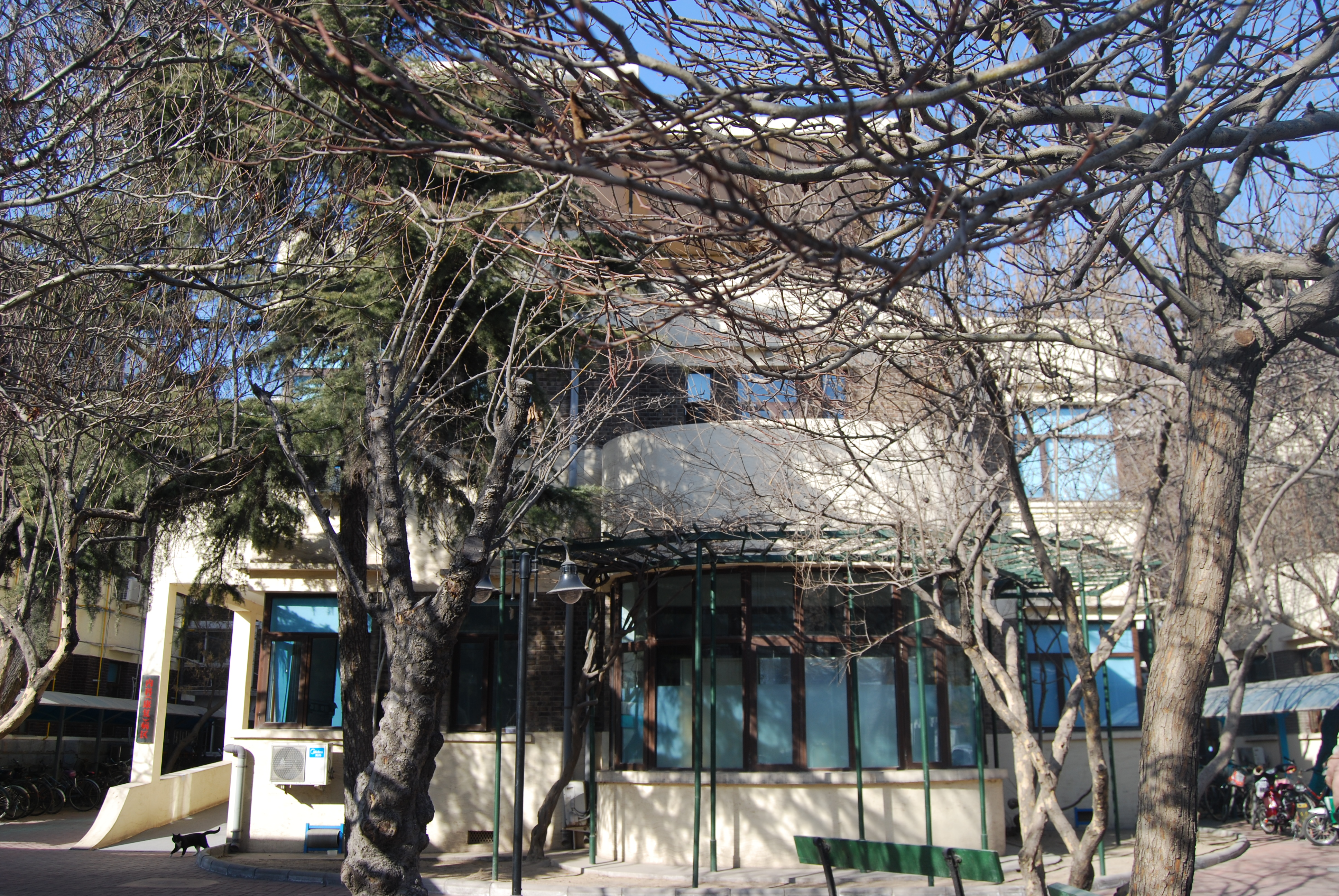
王占元旧居丙楼
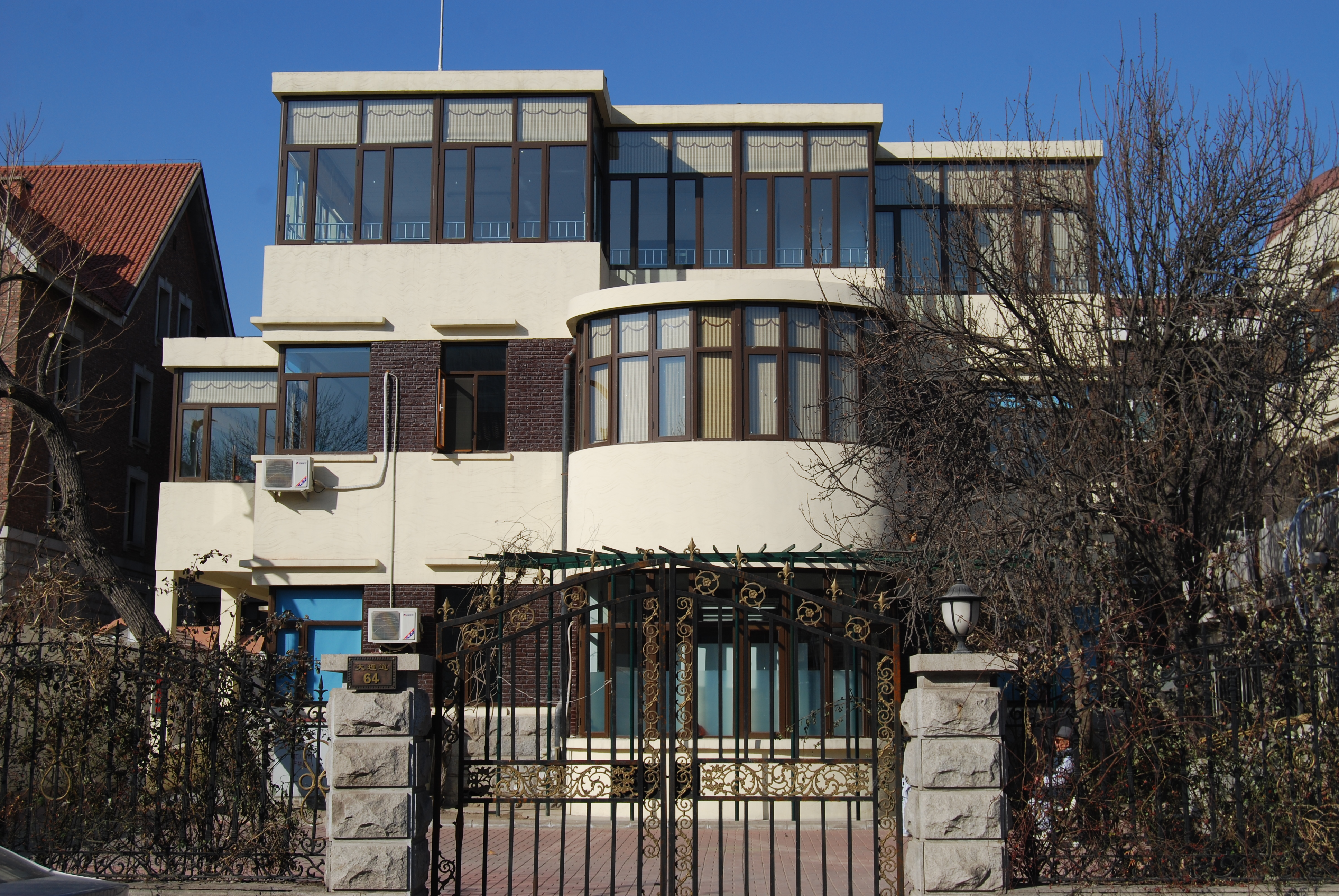
王占元旧居丁楼